# Andrzej Piątak
Andrzej Piątak (ur. 2 września 1969 w Szczecinie) – polski przedsiębiorca i polityk, poseł na Sejm RP VII kadencji.

## Życiorys
Jest absolwentem Politechniki Szczecińskiej, gdzie studiował elektronikę i telekomunikację. W latach 1991–2003 prowadził wspólnie ze swoim bratem firmę, zajmującą się budową sieci telewizji kablowej w takich miastach jak Nowogard, Łobez czy Myślibórz. W 2003 rozpoczął prowadzenie własnej działalności wytwórczej w branży rolnej, uruchamiając pod Nowogardem fermę zwierząt futerkowych (norek). W wyborach samorządowych w 2010 z listy Sojuszu Lewicy Demokratycznej bez powodzenia kandydował na radnego Nowogardu (dostał 11 głosów).
Zaangażował się następnie w działalność Stowarzyszenia Ruch Poparcia Palikota. Jego nazwisko zaistniało w lokalnych mediach po raz pierwszy w lutym 2011, gdy podjął próbę powieszenia obok krzyża w szczecińskim ratuszu innych symboli religijnych. W czerwcu tego samego roku został przewodniczącym partii Ruch Palikota w okręgu szczecińskim. W wyborach w 2011 startował z 1. miejsca listy tego ugrupowania do Sejmu RP w okręgu wyborczym nr 41 w Szczecinie. Uzyskał 15 579 głosów (4,09% głosów oddanych w okręgu) i jako jedyny kandydat RP w swoim okręgu otrzymał mandat poselski. W październiku 2013, w wyniku przekształcenia Ruchu Palikota, został działaczem partii Twój Ruch. W czerwcu 2014 wykluczono go z KP TR za głosowanie za udzieleniem wotum zaufania rządowi Donalda Tuska. W 2015 Andrzej Piątak nie ubiegał się o reelekcję.